# Прессана
Прессана (італ. Pressana, вен. Presana) — муніципалітет в Італії, у регіоні Венето,  провінція Верона.
Прессана розташована на відстані близько 390 км на північ від Рима, 75 км на захід від Венеції, 37 км на південний схід від Верони.
Населення — 2528 осіб (2014).
Щорічний фестиваль відбувається 16 серпня. Покровитель — святий Рох.

## Демографія
Населення за роками:

Станом на 1 січня 2023 року в муніципалітеті офіційно проживало 280 іноземців з 22 країн, серед них 37 громадян країн Євросоюзу та 1 громадянин України.

## Сусідні муніципалітети
- Колонья-Венета
- Мінербе
- Монтаньяна
- Ровередо-ді-Гуа
- Веронелла